# Aldo Zuliani
Aldo Zuliani, né le 13 novembre 1929 à Campoformido (Trentin-Haut-Adige) et mort le 28 novembre 2011 dans la même ville, est un coureur cycliste italien, professionnel de 1952 à 1957.

## Palmarès

### Palmarès amateur
- 1951
  - Terenzano-Trieste-Terenzano
- 1952
  - Terenzano-Trieste-Terenzano
  - Giro del Piave
  - Giro delle Due Province

### Palmarès professionnel
- 1953
  - 1re étape du Tour de Sicile
  - 3e du Tour de Vénétie
- 1955
  - 6e étape du Tour d'Italie (contre-la-montre par équipes)
- 1957
  - 2e du Circuit des Hautes-Vosges

## Résultats sur les grands tours

### Tour d'Italie
4 participations
- 1953 : 45e
- 1954 : 42e
- 1955 : 67e, vainqueur de la 6e étape (contre-la-montre par équipes)
- 1956 : abandon